# Голи-Оток
Го́ли-О́ток (хорв. Goli otok — Голый остров) — остров в хорватской части Адриатического моря площадью около 4,7 км², находящийся на западе Хорватии, к востоку от полуострова Истрия у Велебитского пролива, между островами Раб, Свети-Гргур и Првич.

## Концлагерь

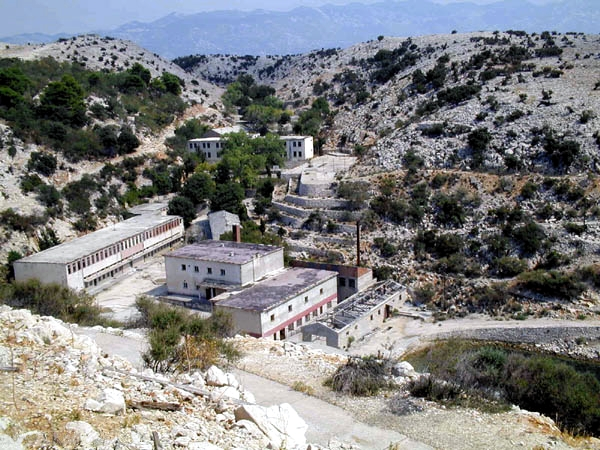
Часть комплекса

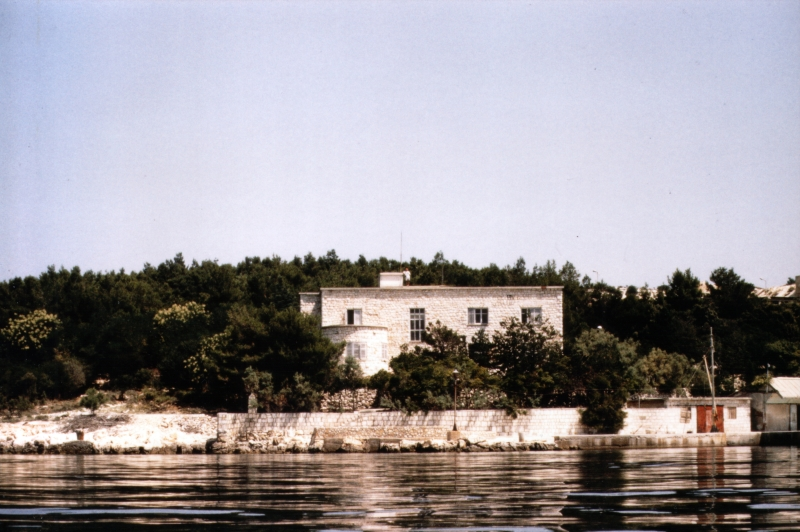
В бывшем административном здании в 1991 году.

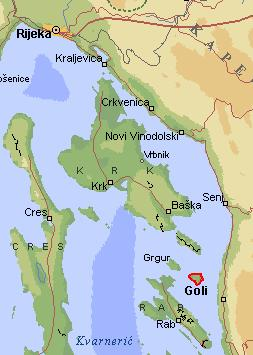
Карта острова Голи-Оток

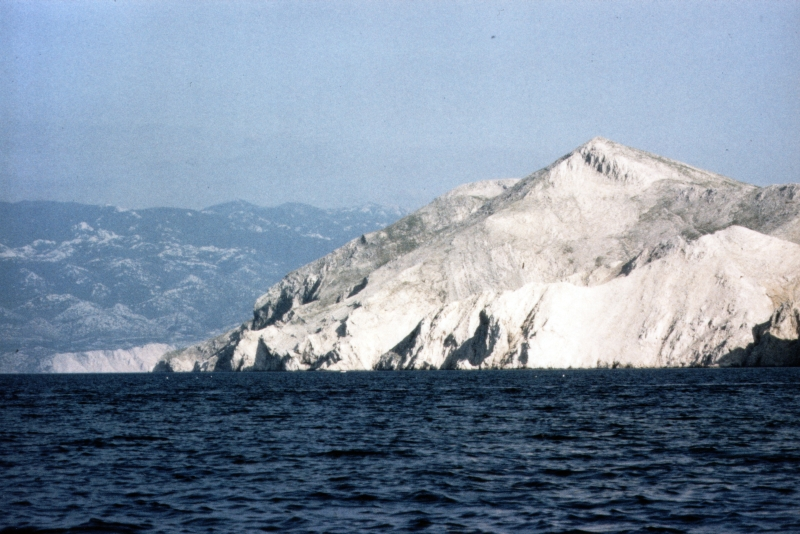
В северной части острова Голи-Оток.

Политический лагерь «Голи оток» для политических заключённых был основан в 1949 году, по указанию КПЮ и ФНРЮ, первые заключённые появились в том же году. В 1956 году лагерь, как и соседний Свети-Гргур, покинули политические заключённые, а остров был передан СР Хорватии.

## История
Остров не имел постоянного населения. В ходе Первой мировой войны Австро-Венгрия размещала на острове русских пленных с Восточного фронта.
В учреждении лагеря активное участие принимали генерал Стево Краячич и правая рука Тито — Эдвард Кардель.
С 1949 года на Голый остров и соседний остров Свети-Гргур направлялись политические заключённые: противники Тито, сталинисты, усташи, четники, монархисты, деятели королевской Югославии. Среди заключённых было много героев сопротивления и коммунистов с довоенным стажем, которые во время советско-югославского раскола приняли советскую сторону.
На Голом острове размещался мужской, а на острове Свети-Гргур — женский лагерь.

## Остров сегодня
Лагерь перестал работать в 1988 году, а в 1989 был окончательно закрыт.
Сегодня остров посещают туристы и пастухи с острова Раб.

## Знаменитые заключённые
- Миро Барешич
- Владо Дапчевич
- Александр Попович[уточнить]
- Венко Марковски
- Борислав Михайлович Михиз
- Драголюб Мичунович
- Драгослав Михаилович
- Милюша Йованович
- Шабан Байрамович
- Петр Комненич
- Йоле Станишич
- Доброслав Парага[1]
- Алия Изетбегович